# Centro Democrático (Kolumbien)
Das Demokratische Zentrum (spanisch Centro Democrático) ist eine rechtskonservative kolumbianische Partei. Die Partei wurde 2013 gegründet und versteht sich als wirkende Kraft zur Fortsetzung der Politik des ehemaligen Staatspräsidenten Álvaro Uribe Vélez. 

## Geschichte und Profil
Im Entstehungsprozess der neuen Partei versammelte das Centro Democrático Anhänger, Mitglieder und mehrere Dissidenten des Partido Conservador Colombiano sowie des Partido de la U um sich. Bürger unterschiedlicher politischer Herkunft, Liberale, Konservative, aus demokratischen Linksbewegungen und Parteilose, die sich um die Gegenwart und die Zukunft Kolumbiens sorgten. Politisch im Vordergrund steht laut Parteimanifest das „Festhalten an der Arbeit des ehemaligen Präsidenten Álvaro Uribe und die Überzeugung, dass das Land auf dem Weg der demokratischen Sicherheit, des Vertrauens der Investoren und des sozialen Zusammenhalts, staatlicher Austerität und im öffentlichen Dialog, voranschreiten muss“.
Die Partei nennt sich zentristisch, obwohl sie von der Öffentlichkeit im politischen Spektrum als politisch rechts eingestuft wird. Am 15. Juli 2014 konstituierte sie sich offiziell als politische Partei mit 20 Sitzen im Senat und 19 Vertretern im Parlament, die sie während der Parlamentswahl 2014 erhalten hatte. So wurde sie die wichtigste Oppositionspartei Kolumbiens und somit Hauptwidersacher von Präsident Juan Manuel Santos. In ihrer Plattform erklärt sich das Centro Democrático als einzige und wichtigste Opposition zum Friedensprozess, der zwischen der Regierung und den FARC unterzeichnet worden war.
Bei der Parlamentswahl 2014 erreichte die Partei 20 Senatorensitze im Senat und 19 Abgeordnetensitze im Repräsentantenhaus. Vier Jahre später bei der Parlamentswahl am 11. März 2018 erreichte die Partei 19 Senatorensitze im Senat und 32 Abgeordnetensitze im Repräsentantenhaus.
Im Juni 2025 wurde Miguel Uribe, der für die Partei bei der Präsidentschaftswahl 2026 antreten wollte, erschossen. Er verstarb zwei Monate später an den Folgen der Schussverletzung.